# Cattedrali in Guyana
Questo è un elenco delle cattedrali in Guyana.

## Cattedrali cattoliche
| Cattedrale                                               | Diocesi               | Città      | Dedicazione           | Immagine |
| -------------------------------------------------------- | --------------------- | ---------- | --------------------- | -------- |
| Cattedrale dell'Immacolata Concezione Brickdam Cathedral | Diocesi di Georgetown | Georgetown | Immacolata Concezione |          |

## Cattedrali anglicane
| Cattedrale                                       | Diocesi           | Città      | Dedicazione | Immagine |
| ------------------------------------------------ | ----------------- | ---------- | ----------- | -------- |
| Cattedrale di San Giorgio St. George's Cathedral | Diocesi di Guyana | Georgetown | San Giorgio |          |